# الشفق (رواية)
الشفق (بالإنجليزية: Twilight) هي أول رواية من سلسلة روايات تحمل نفس الاسم، عدد روايات السلسلة حتى الآن أربعة أعداد. وهي رواية رومانسية خيالية حول مصاصي الدماء، ألفت هذه السلسلة الكاتبة ستيفاني ماير وصدر هذا العدد الأول سنة 2005. صدرت الترجمة العربية في 5 يونيو، 2009 وهي من ترجمة وتدقيق الحارث النبهان.
تحكى الرواية قصة إيزابيلا سوان (بيلا) ابنة السبعة عشر عاماً التي أنتقلت من فينيكس في ولاية أريزونا إلى فوركس في ولاية واشنطن، حيث تجد حياتها في خطر عندما تقع في حب مصاص الدماء إدوارد كولين، هذا العدد يتبعه رواية أخرى من نفس السلسلة تحت عنوان قمر جديد.

## ملخص الرواية
تبدأ الرواية بانتقال بيلا سوان من مدينة فينيكس المشمسة إلى فوركس الممطرة لتعيش مع والدها شارلى سوان. قامت بهذا لتسمح لوالدتها بالسفر مع زوجها الجديد فيل دوير الذي يعمل لاعباً محترفا في رياضة البيسبول. كانت مترقبة لمدرستها الجديدة وفي نفس الوقت قلقة من عالمها الجديد وان كانت ستستطيع تكوين صداقات أم لا. وعلى الرغم من خجلها الشديد تعرفت سريعاً على مايك نيوتن وإريك يورتي.
وحينما كانت تجلس في قاعة الدرس بجوار إدوارد كولين شعرت بتصرفاته العدائية تجاهها بدون أي سبب. حتى انه حاول القيام بتغيير المادة التي يدرسها معها ليتجنبها، تاركا بيلا في قمة الدهشة والتعجب والاستنكار من تصرفه هذا. وعندما كادت شاحنة تدهسها أمام مدرستها في صباح يوم، أنقذها إدوارد بقوته الجسدية الخارقة دافع عنها الشاحنة.
حدثت مواقف عديدة شعرت حينها أن إدوارد ليس شخص عاديا وحذرها هذا الأخير مرار من أنه «شخص سيئ» من الأفضل لها أن تظل بعيدة عنه لكنها رفضت الاستماع إليه.
حاول زملاؤها في الصف طلب مرافقتها إلى حفلة رقص نظمتها المدرسة. لكنها رفضت تماماً مدعية بأن لديها أشياء مهمة عليها القيام بها في سياتل. وعندما أدرك إدوارد عدم مرافقتها لأي أحد طلب منها مرافقته إلى سياتل.
اشتدت الصداقة بينهما حتى ذهبت يوما إلى شاطئ لا بوش (بالإنجليزية: La Push) مع أصدقاء المدرسة، وتعرفت على صديق العائلة جاكوب بلاك الذي روى لها أساطير قديمة عن تلك المدينة إذ يوجد بها مصاصو دماء، وأيضاً ذئاب بشرية تهدف إلى حماية البشر من مصاصى الدماء.أدركت حينها مع الكثير من الأدلة في عقلها ان عائلة إدوارد كولين هم مصاصو دماء. ولكن هذا لم يغير من مشاعرها تجاهه. حيث كانت منجذبة له بقوة بصرف النظر عن أي شيء متقبلة أي وضع سيكون عليه الأمر. حتى أدركت أن إدوارد كولين وعائلته ليسو سوى مصاصي دماء نباتيين، أي لايشربون دماء البشر بل الحيوانات، إحساساً من داخلهم لرفضهم أن يكونوا وحوشا يقتلون البشر. لكن هذا لا يمنع كم يشعر إدوارد بالخوف على بيلا كلما اقترب منها خوفاً ان يفقد التحكم في نفسه ويقتلها. ولكن حبه لها جعله يخشى عليها من نفسه فأقسم ان يحميها ولا يأذيها.
أخذت العلاقة تشتد وكانت الحياة بينهما هادئة، تعرفت فيها على عائلة إدوارد وشعرت انها ليست غريبة عنهم، ولا هم اعتبروها غريبة عنهم، وكانت عائلته كالتالى إزمى كولين والدته بالتبنى كارليل كولين والده بالتبنى أليس كولين شقيقته بالتبني روزالى هيل شقيقته بالتبني جاسبر هيل شقيقه بالتبنى إيميت كولين شقيقه بالتبنى.. ماعدا روزالى هيل كان هناك توتر في العلاقة بينهما، وكان ذلك بسبب خوف روزالى على شقيقها إدوارد من أن يفقد التحكم في نفسه ويتصرف على عكس مايجب عليهم كعائلة نباتية.
وفي بداية الربيع كانت الفرصة سانحة لتخرج بيلا مع العائلة ليقضوا وقتا ممتعا في وسط الغابة يلعبوا البيسبول بمنتهى الحرية. حتى أتى إلى مدينتهم وتحديدا إلى مكانهم جماعة مكونة من ثلاثة مصاصى دماء، سمعوا أصوات بشر يلعبون البيسبول وكان هدفهم أن يتغذوا عليهم، حتى وجدوهم مصاصي دماء هم أيضاً ماعدا.. «بيلا» كانت الجماعة مكونة من شابين وفتاة منهم شاب يدعى جيمس وهو مصاص دماء متصيد، بمعنى انه يعشق ان يصطاد فريسته من البشر.. يطاردها ويحاصرها ويعذبها ومن تم يقتلها. وقرر أن يتصيد بيلا من اجل المرح، عائلة كولين قررت ان تنقسم إلى مجموعتين مجموعة تعمل على تهريب بيلا خارج المدينة في حين تحاول البقية الإيقاع بجيمس أو تشتيته بعيدا عن بيلا. ولكن جيمس كان ذكياً أيضاً وقرر تصيد والدتها أو إيهام بيلا انه قد تصيد والدتها وقد يقتلها في حالة لم ير بيلا في المكان المتفق عليه في الوقت المحدد.قامت بيلا بتشتيت الرقابة التي عليها من أليس وجاسبر لتحاول الفرار منهم ذاهبة لإنقاذ والدتها، ولكن ما فعله جيمس كان فقط للإيقاع بها.. فهو لم يخطف والدتها.. بل ما سمعته كان فقط مسجلا على شريط فيديو من طفولة بيلا. وبالفعل قام بتعذيبها بطريقته وتحديدا بإثارة خوفها وإيلامها ومن ثم قام بـ «عضها» وكانت تلك محاولته لقتل بيلا أو لتتحول لمصاصة دماء مثلهم. أنقذها إدوارد في اللحظات الأخيرة وقام بسحب السم من جسدها قبل أن ينتشر..
وحينما عاد الجميع إلى فوركس طلبت بيلا من إدوارد ان يجعل منها مصاصة دماء لتعيش معه دائماً، ولكن إدوارد رفض تماماً فكرة ان يأخذ منها روحها مقابل الخلود.
في الجزء الثاني إدوارد يقرر ترك البلدة ومفارقة بيلا إلى الأبد ويحذرها من ارتكاب أي فعل متهور.
وفي هذا الوقت تتطور علاقتها مع جايكوب المستذئب.
يحدث سوء تفاهم ويظن ادوارد ان بيلا قد ماتت لذلك يقرر الظهور في الشمس كي يقتله مصاصو الدماء. لكن بيلا تصل في اللحظة الأخيرة لتمنعه من ذلك.
إدوارد يطلب الزواج من بيلا في النهاية، ويحذره جايكوب من أن الهدنة سوف تلغى إذا ما عض بشرياً.
فترد بيلا بأن هذا قرارها، بيلا تضطر للاختيار بين ادوارد وجايكوب فتخبر جايكوب بانها ليست مضطرة للاختيار بينهما لأنها سبق وأن اختارت ادوارد.

## الأفلام المنتجة
تم إنتاج فيلم بنفس اسم الرواية عن طريق شركة ساميت للدعاية والترفيه , وتم إخراج الفيلم بواسطة المخرجة كاثرين هاردويك, أما القائمون بالتمثيل في الفيلم فهم كريستين ستيوارت في دور إيزابيلا سوان «بيلا» وروبرت باتينسون في دور إدوارد كولين مع العلم ان روبرت باتينسون كان القائم بدور سيدريك ديجوري في سلسلة أفلام هاري بوتر.

## وصلات خارجية
- الشفق على موقع الموسوعة البريطانية (الإنجليزية)
- الموقع الرسمي للكاتبة ستيفاني ماير
- الموقع الرسمي لسلسلة الشفق